# オオカミくんには騙されない
『オオカミくんには騙されない』『オオカミちゃんには騙されない』『オオカミには騙されない』（英題：Who is a Wolf?）は、2017年2月18日からインターネットテレビ局・ABEMAのABEMA SPECIALで配信されている日本の恋愛リアリティ番組である（シーズン14は例外である）。なお、当番組は「オオカミシリーズ」とも略される。

## 概要
真実の恋をしたい男女が本気の恋に落ちていくまでを追いかける恋愛リアリティーショー。しかし、その中には絶対に恋をしない嘘つきの男性である「オオカミくん」もしくは、絶対に恋をしない嘘つきの女性である「オオカミちゃん」が一人以上潜んでいる。そのため、出演陣は誰が本気で自分を好きと言っているのかを見極め、かつ自分がオオカミではないことを相手に信じてもらう必要がある。番組プロデューサーの横山祐果によると、独自要素となっているオオカミくんの心理戦は人狼ゲームにヒントを得たものだという。
男性陣の中にオオカミが潜んでいる「オオカミくんシリーズ」、女性陣の中にオオカミが潜んでいる「オオカミちゃんシリーズ」、男女どちらにオオカミが潜んでいるのか明かされない「オオカミシリーズ」、男女どちらにもオオカミが潜んでいる「オオカミちゃんくんシリーズ」がある。また、当初は女性陣を女子高生に限定していたものの、シーズン6「オオカミちゃん」からは女性陣も年齢を問わず当番組に出演している。
スピンオフシリーズ『オオカミくんはもう騙さない』では、「もし、あの時オオカミが嘘をつかなくてよかったら、恋は生まれていたのか？」というテーマを元に、元オオカミとオオカミに騙された出演者による禁断の再会に焦点を当てている。
出演者は、視聴者から見て「身近な憧れ」を抱けるような多方面のジャンルの「卵」を中心にキャスティングされており 中町綾や生見愛瑠、山之内すず、莉子、なえなの、綱啓永などに代表されるようにネクストブレイクの登竜門ともなっている。
また、高橋文哉、内藤秀一郎、山口貴也、きいた（現：駒木根葵汰）、樋口晃平（現：樋口幸平）、ゆな（現：星乃夢奈）、杢代和人、鈴木美羽、今井竜太郎のように仮面ライダーシリーズやスーパー戦隊シリーズといった特撮作品の主演やメインキャストへの抜擢が続いている。
（綱、押田岳、柊太朗、中尾暢樹、大久保桜子、古屋呂敏のように特撮作品に出演してから、オオカミシリーズに出演することもある。）
「日本の女子中高生の3人に1人が見ている」と言われており、マイナビティーンズが実施した2018年（平成30年）の「女子中高生が選ぶ一番好きな恋愛リアリティーショー」にて、シーズン1「オオカミくん」が1位を獲得。2018年（平成30年）2月期AbemaTV視聴ランキングでは3位（シーズン3第5回）、ビデオランキングでは1位（シーズン3第2回）、3月期ランキングでもそれぞれ1位（シリーズ3第7回、及び最終回）を記録した。2020年（令和2年）9月には、一般社団法人全日本テレビ番組製作社連盟主催の「第36回ATP賞テレビグランプリ」情報・バラエティ部門で、シリーズ6『オオカミちゃんには騙されない』が最優秀賞を受賞。
AbemaTVでの人気を受け、2018年（平成30年）9月22日、29日と2019年（令和元年）8月19日にはテレビ朝日で第4シーズン再編集版を放送。
2018年（平成30年）8月9日には、「テレビ朝日・六本木ヒルズ 夏祭り SUMMER STATION」において六本木ヒルズアリーナで「オオカミくんには騙されない♥ in テレ朝夏祭り SPステージ」を実施。出演歴のある安倍乙、大和屋穂香、齊藤英里、菅原里奈、マーシュ彩によるトークショーや、番組で曲が使用されているコレサワの音楽ライブが行われた。
2019年（令和元年）2月23日から4月7日には、富士急ハイランドでコラボイベント「富士Ｑとオオカミくんには騙されない♥」が実施され、正門、観覧車、カフェ、写真スポット、限定飲食メニュー、フリーパス、クリアファイル、会場までの高速バス、富士急行線が番組とコラボした仕様となり、オオカミが誰かを当てるオリジナルの推理ゲームが行われたほか、土日限定でオオカミくんの着ぐるみが会場を練り歩き、3月中旬から下旬の土日には、歴代出演メンバーによるトークショーも実施された。
2022年（令和4年）10月27日には、シーズン12最終話の放送に先駆け、神田明神で番組出演者が制作したイルミネーションを展示し、出演者7人が参加した「オオカミちゃんくんイルミネーションイベント」を実施し、挿入歌を歌う麗奈がサプライズで「好いひと」を歌唱。このイベントはシーズン12最終話の収録後に行われたため、特例としてイベント実施中のみオオカミとの再会が条件付きで認められ、ABEMAプレミアム限定の映像では、その舞台裏が公開された。
2023年（令和5年）2月24日、ABEMAは同業会社のNetflixとの間でコンテンツパートナー契約を締結し、同年に制作される予定の当番組のシリーズ最新作を、Netflixに供給した上で、同年9月3日からNetflixにて世界配信する事を発表した。

## 進行

### 投票制度
シーズン3「真冬」以降、オオカミくんであると疑わしい男子1名を視聴者が選び、脱落者を決める「オオカミくん投票」が実施された。シーズン6「オオカミちゃん」、シーズン7「月」、シーズン11「彼」、シーズン13「花束」では、オオカミちゃんであると疑わしい女子1名を視聴者が選び、脱落者を決める「オオカミちゃん投票」が実施された。シーズン9「恋」、シーズン10「虹」、シーズン12「オオカミちゃんくん」では、オオカミであると疑わしい1名を視聴者が選び、脱落者を決める「オオカミ投票」が実施された。
シーズン4「太陽」以降、脱落者発表の際に打ち上げ花火を使った演出が施される。赤い花火が打ち上がった出演者が脱落となり、それ以外は白い花火が打ち上がる（シーズン9「恋」、シーズン10「虹」、シーズン12「オオカミちゃんくん」は、投票数の上位5人、シリーズ13「花束」は、投票数の上位4人のみ）。
シーズン5「白雪」以降、脱落してほしくない1名を視聴者が選ぶ「落ちないで投票」を実施（シーズン9「恋」からシーズン11「彼」、シリーズ13「花束」は無し）。

### イベント
男性陣は第一印象で気になる女性陣にプレゼントを渡す。シーズン2「真夏」では、赤いミサンガを渡す仕様。シーズン3「真冬」からシーズン8「オオカミくん」では、赤いブレスレットを渡す仕様の「赤いブレスレット作戦」へと変更された。シーズン9「恋」では、男性陣が金のブレスレット、女性陣が銀のブレスレットをそれぞれ渡す仕様の「ファーストブレスレット」へと変更された。シーズン10「虹」では、赤いブレスレットに戻ったが、渡すタイミングが、男性陣は初対面の日の夜までに、女性陣はその次の日の朝から夜までに渡す仕様に変更された。シーズン11「彼」では、男性陣から女性陣に金のブレスレットを渡す仕様に変更された。シーズン12「オオカミちゃんくん」では、それぞれ色の違うイヤリングを渡す仕様の「ファーストイヤリング」へと変更された。シリーズ13「花束」では、それぞれ色の違うイヤリングに加えて、一輪のバラを渡す仕様の「ファースト・フラワー」へと変更された。
「赤いブレスレット作戦」の後に、あみだくじでデートの相手を決める「光のアミダ」を行う（シーズン10「虹」以降は行われていない）。
シーズン4「太陽」以降、当番組独自のLINE、「太陽LINE」と「月LINE」の2つのLINEの使用を開始した。それぞれ使用できるのは一度きりである。どちらのLINEも、出演者の中から一人をデートに誘い、出演者全員が送信者が誰かを知ることができる。また、何の用途で使用してもよい。太陽LINEは出演者全員に一斉送信され、誰でも参加することが可能。月LINEも出演者全員に一斉送信されるが、他の出演者は見ることができず、送信した本人と受信した相手にしかわからないため、二人きりでデートをするときに使用する。
脱落者は脱落後、「シンデレラタイム」という時間をもらえる。脱落者は誰と一緒に過ごしたいかを決めて指名し、砂時計の砂が落ち切るまでの時間を、指名された人と2人で自由に過ごすことができる。

### 共同作業
シーズン4「太陽」以降、出演者を拘束してゲーム性を高める要素として「共同作業」が取り入れられる。
| シーズン | 作品                         | 内容 |
| -------- | ---------------------------- | --- |
| 4        | 巨大アート                   | - 製作期間の2ヶ月のうちに巨大アートが完成しない場合、出演者全員が告白の権利を失い、その時点で番組は終了する。 |
| 5        | ジャイアントペーパーフラワー | - 製作期間の2ヶ月のうちにジャイアントペーパーフラワーが完成しない場合、出演者全員が告白の権利を失い、その時点で番組は終了する。 - 視聴者投票での復活も中止され、投票結果は無効となる。 |
| 6        | カフェ                       | - 製作期間の2ヶ月のうちにカフェの店が完成しない場合、最終告白の際にメンバーが留学のため欠けてしまう可能性がある。 |
| 7        | アパレルショップ             | - 製作期間2ヶ月のうちに100着のハンドメイド服及び女子がイベントで着用する服が完成しない場合、出演者全員が告白の権利を失い、その時点で番組は終了する。 - 視聴者投票での復活も中止され、投票結果は無効となる。                                                                                              |
| 8        | 映像作品                     | - 製作期間2ヶ月のうちにメンバーそれぞれが主人公を務めた映像作品を10本の作品を合わせて、オムニバス作品を完成させ、世界中の人に試写してもらい、審査をしてもらう。審査に合格しなかった場合、出演者全員が告白の権利を失い、その時点で番組は終了する。 - 視聴者投票での復活も中止され、投票結果は無効となる。 |
| 9        | グランピングサイト           | - 製作期間2ヶ月のうちにグランピングサイトが完成しない場合、最終告白の際に脱落メンバーが戻ってくることができない。 |
| 10       | スニーカー                   | - 製作期間2ヶ月のうちに100足のスニーカー及び出演者全員がイベントで履くスニーカーが完成しない場合、最終告白の際に脱落メンバーが戻ってくることができない。 |
| 11       | フードトラック               | - フードトラックの販売イベントにおける売上ノルマを達成しない場合、最終告白の際に脱落メンバーが戻ってくることができない。 |
| 12       | イルミネーション             | - イルミネーションのイベントが成功しない場合、出演者全員が告白の権利を失い、その時点で番組は終了する。 - 視聴者投票での復活も中止され、投票結果は無効となる。 |
| 13       | フラワーフェスティバル       | - フラワーフェスティバルのイベントにおいて、一般参加者から一人一輪ずつの花を募り、1000輪の花を使ったオブジェを完成させる。完成しなかった場合、出演者全員が告白の権利を失い、その時点で番組は終了する。 - 視聴者投票での復活も中止され、投票結果は無効となる。                                            |

### 復活条件
シーズン3「真冬」以降、脱落制度ができ、出演者が視聴者の「オオカミ投票」（中間告白の放送まで1話ごとに投票）によって、一人落ちる。それに応じて、「復活条件」を達成すれば、最終告白の日とその前日だけ復活できる、復活制度も導入された。（この復活条件は、共同作業が目標を達成した場合のみとする。）
| シーズン | 条件 |
| -------- | --- |
| 3        | なし |
| 4        | なし |
| 5        | 「オオカミくん投票」と同時期に実施される「落ちないで投票」の票数が、「オオカミくん投票」の票数を上回れば復活。                                             |
| 6        | なし |
| 7        | 「オオカミちゃん投票」と同時期に実施される「落ちないで投票」の票数が、「オオカミちゃん投票」の票数を上回れば復活。                                         |
| 8        | 「オオカミくん投票」と同時期に実施される「落ちないで投票」の票数が、「オオカミくん投票」の票数を上回れば復活。                                             |
| 9        | 異性にオオカミがいる場合は復活。同性にオオカミがいる場合は復活は無い。                                                                                     |
| 10       | 異性にオオカミがいる場合は復活。同性にオオカミがいる場合は復活は無い。                                                                                     |
| 11       | 脱落者の決定が放送された直後から24時間限定で実施される「彼オオカミ復活投票」の総数が、女子5人に投じられた「オオカミちゃん投票」の総数を上回れば復活。      |
| 12       | 「オオカミ投票」と同時期に実施される「落ちないで投票」の票数が、「オオカミ投票」の票数を上回れば復活。                                                     |
| 13       | 脱落者の決定が放送された直後から24時間限定で実施される「復活投票」の総数が、脱落者に投じられた「オオカミちゃん投票」の10倍を超える票数を獲得できれば復活。 |

### 特別ルール
シーズン9「恋」以降、「特別ルール」が存在する。
| シーズン | ルール |
| -------- | --- |
| 9        | - オオカミがどちらの性別にいるかわからない                                                                                                  |
| 10       | - オオカミがどちらの性別にいるかわからない - オオカミはメンバーと二人きりで「虹」を見ている間、一切の嘘をついてはいけない（通称：虹ルール） |
| 11       | - オオカミちゃんの正体を知っている「彼」と呼ばれる男子が一人いる                                                                            |
| 12       | - 女子にも男子にもオオカミが存在する |
| 13       | - オオカミちゃんはメンバーから二人きりで「花束」を手渡された際、一切の嘘をついてはいけない（通称：花束ルール）                              |

## 出演者

### スタジオキャスト
- 横澤夏子（2017年2月18日 ‐ 2020年1月12日、2020年8月16日 ‐ 2021年10月17日、2022年2月20日 ‐ ）番組MCを務める。シーズン7「月」の第3回から最終回までとシーズン10「虹」の最終回は産休により出演を休止。
- 菊池風磨（2024年8月11日 - ）シーズン15「キミ」より加入。
- 丸山礼（2024年8月11日 - ）シーズン15「キミ」より加入。

### 歴代のスタジオキャスト
- 松田凌（2017年2月18日 ‐ 2020年3月29日）シーズン1「オオカミくん」からシーズン7「月」まで出演。
  - 「さなりる」「オオカミちゃん同窓会」「ひろむ・ゆうか」特別シーズン編でMC復帰している。
- Dream Ami（2017年7月22日 ‐ 2020年3月29日）シーズン2「真夏」からシーズン7「月」まで出演。
- 佐野勇斗（2019年1月13日 ‐ 2月10日、2022年10月2日 ‐ 9日）シーズン5「白雪」の第1回から第5回までとシリーズ12「オオカミちゃんくん」の第8回‐第9回に出演。現在、番組の終わりにスタジオキャストで行っている「ガオガオ」を作った。
- 神尾楓珠（2020年2月9日 ‐ 3月29日、2020年8月16日 ‐ 2022年10月30日）シーズン7「月」の第6回から第13回までゲスト出演。その後、シーズン8「オオカミくん」より正式に加入し、シーズン12「オオカミちゃんくん」まで出演。シーズン11「彼」開始前にスピンオフ「神尾楓珠はオオカミちゃんには騙されない」が放送された。
- 滝沢カレン（2020年8月16日 - ）シーズン8「オオカミくん」より加入し、シーズン13「花束」まで出演。シーズン7では、特別編「滝沢カレンの月とオオカミちゃんには騙されない」が放送。
- 飯豊まりえ（2018年1月28日 ‐ 2023年5月21日）シーズン3「真冬」から不定期で参加。シーズン8「オオカミくん」より正式に加入し、シーズン13「花束」まで出演。シーズン7「月」の第3回から最終回までと、シーズン10「虹」の最終回で代理MCを務める。

### スペシャルゲスト
- 池田美優（2017年3月18日）シーズン1「オオカミくん♥」の第5回に出演。
- 間宮祥太朗（2019年7月14 ‐ 21日）シーズン6「オオカミちゃん」の第1回‐第2回に出演。
- 今田美桜（2019年7月28日、2020年2月2日）シーズン6「オオカミちゃん」の第3回、シーズン7「月」の第5回に出演。
- kemio（2019年8月25日）シーズン6「オオカミちゃん」の第7回に出演。
- 岡田結実（2020年1月5日 ‐ 12日、2月9日 ‐ 16日）シーズン7「月」の第1回‐第2回と第6回‐第7回に出演。
- 大友花恋（2020年1月19日 ‐ 26日）シーズン7「月」の第3回‐第4回に出演。
- 久保田紗友（2020年2月23日 ‐ 3月1日）シーズン7「月」の第8回‐第9回に出演。
- 北村匠海（2020年8月16日 ‐ 23日）シリーズ8「オオカミくん」の第1回‐第3回に出演。
- 桜井日奈子（2020年9月6日 ‐ 13日）シリーズ8「オオカミくん」の第4回‐第5回に出演。
- 佐藤景瑚（2020年9月20日）シリーズ8「オオカミくん」の第6回に出演。
- 白岩瑠姫（2020年9月27日）シリーズ8「オオカミくん」の第7回に出演。
- 板垣瑞生（2020年10月4日 ‐ 11日、2021年4月18日 ‐ 25日）シリーズ8「オオカミくん」の第8回-第9回、シリーズ9「恋」の第10回‐第11回に出演。
- 白濱亜嵐（2020年10月18日 ‐ 25日）シリーズ8「オオカミくん」の第10回‐第11回に出演。
- 浜辺美波（2021年4月5日）シリーズ9「恋」の第8回に出演。
- 高杉真宙（2021年4月12日）シリーズ9「恋」の第9回に出演。
- 矢吹奈子（2021年8月1日 ‐ 8日、10月24日、2022年3月27日、5月1日、2023年4月2日、4月23日）シリーズ10「虹」の第1回‐第2回と最終回、シリーズ11「彼」の第6回と第11回、シリーズ13「花束」の第5回と第8回に出演。
- 宮世琉弥（2021年8月15日 ‐ 22日、10月10日 ‐ 17日、2022年9月4日）シリーズ10「虹」の第3回‐第4回と第11回‐第12回、シリーズ12「オオカミちゃんくん」の第4回に出演。
- 藤原大祐（2021年9月12日 ‐ 19日）シリーズ10「虹」の第7回‐第8回に出演。
- 西野七瀬（2021年9月26日）シリーズ10「虹」の第9回に出演。
- 野村周平（2021年10月3日）シリーズ10「虹」の第10回に出演。
- 本田仁美（2021年10月24日、2022年3月20日）シリーズ10「虹」の最終回、シリーズ11「彼」の第5回に出演。
- 山崎紘菜（2022年2月20日）シリーズ11「彼」の第1回に出演。
- 一ノ瀬颯（2022年3月6日）シリーズ11「彼」の第3回に出演。
- 細田佳央太（2022年3月13日）シリーズ11「彼」の第4回に出演。
- 佐野雄大（2022年4月3日、8月14日）シリーズ11「彼」の第7回、シリーズ12「オオカミちゃんくん」の第1回に出演。
- 松田迅（2022年4月10日、8月28日）シリーズ11「彼」の第8回、シリーズ12「オオカミちゃんくん」の第3回に出演。
- 志田未来（2022年4月17日 ‐ 24日）シリーズ11「彼」の第9回‐第10回に出演。
- 加納嘉将（2022年9月4日）シリーズ12「オオカミちゃんくん」の第4回に出演。
- 鈴鹿央士（2022年9月11日 ‐ 18日、2023年3月5日）シリーズ12「オオカミちゃんくん」の第5回‐第6回、シリーズ13「花束」の第1回に出演。
- 水沢林太郎（2022年9月25日）シリーズ12「オオカミちゃんくん」の第7回に出演。
- 山中柔太朗（2022年10月2日 ‐ 9日）シリーズ12「オオカミちゃんくん」の第8回‐第9回に出演。
- 木戸大聖（2023年3月12日）シリーズ13「花束」の第2回に出演。
- RIKU（2023年3月12日）シリーズ13「花束」の第2回に出演。
- らん（2023年3月19日 ‐ 26日）シリーズ13「花束」の第3回‐第4回に出演。
- 山下幸輝（2023年4月2日 ‐ 9日、5月21日）シリーズ13「花束」の第5回‐第6回と第12回に出演。
- 福本莉子（2023年4月16日）シリーズ13「花束」の第7回に出演。
- 樋口日奈（2023年4月30日 ‐ 5月7日）シリーズ13「花束」の第9回‐第10回に出演。
- 桜田ひより（2023年4月30日 ‐ 5月7日）シリーズ13「花束」の第9回‐第10回に出演。

### 特別MC
- 滝沢カレン シーズン7特別編「横澤カレンの月とオオカミちゃんには騙されない」に出演。
- EXIT シーズン8特別編「EXITのオオカミくんには騙されない」に出演。

### VTRキャスト
オープニング映像やスタッフロールではフルネームだが、それ以外では愛称が使用される。名前や職業、年齢など下記記述は番組出演当時のもの。また、愛称は原則として、フルネームが漢字・ひらがなの人はひらがなで、カタカナ・英語の人はカタカナで表記している。

#### オオカミくんには騙されない♥（シーズン1）
- 男子4人、女子4人の計8名。

| 名前       | 愛称       | 職業   | 備考                           |
| ---------- | ---------- | ------ | ------------------------------ |
| 土屋怜菜   | れいぽよ   | モデル | - 次作「真夏」にも引き続き出演 |
| 大木玲奈   | れーいん   | モデル |                                |
| 大和屋穂香 | ほのちぃ   | モデル |                                |
| 徳本夏恵   | なちょす   | モデル |                                |
| 瑛         | あきら     | 俳優   |                                |
| 山口貴也   | たかや     | 俳優   |                                |
| 那須泰斗   | なすたいと | モデル |                                |
| 森海哉     | かいや     | 俳優   |                                |

#### 真夏のオオカミくんには騙されない♥（シーズン2）
- 男子5人、女子5人の計10名。
- 途中で女子が1人入れ替わるため全員では11人。

| 名前       | 愛称       | 職業     | 年齢 | 備考                                                   |
| ---------- | ---------- | -------- | ---- | ------------------------------------------------------ |
| 土屋怜菜   | れいぽよ   | モデル   | 17歳 | - 前作「オオカミくん」から引き続き出演 - 第6話まで出演 |
| 中野恵那   | ちゃんえな | モデル   | 16歳 |                                                        |
| 齊藤英里   | えり       | モデル   | 17歳 |                                                        |
| 菅原里奈   | りなち     | モデル   | 18歳 |                                                        |
| 北原ゆか   | ゆか       | 歌手     | 17歳 |                                                        |
| 中町綾     | あや       | YouTuber | 16歳 | - 第6話から出演                                        |
| 内藤秀一郎 | しゅう     | モデル   | 21歳 |                                                        |
| 田川隼嗣   | しゅんじ   | 俳優     | 16歳 |                                                        |
| 中島健     | けんけん   | モデル   | 20歳 |                                                        |
| 平本蓮     | れん       | 格闘家   | 19歳 |                                                        |
| 長田翔恩   | しょーん   | 劇団員   | 20歳 |                                                        |

#### 真冬のオオカミくんには騙されない♥（シーズン3）
- 男子5人、女子4人の計9名。

| 名前           | 愛称     | 職業           | 年齢 |
| -------------- | -------- | -------------- | ---- |
| マーシュ彩     | あや     | モデル         | 17歳 |
| 安倍乙         | おと     | 劇団員         | 17歳 |
| 吉田凜音       | りんね   | アーティスト   | 17歳 |
| 大和田南那     | なな     | 女優           | 18歳 |
| バンダリ亜砂也 | あさや   | モデル         | 19歳 |
| 安井拓海       | たくみ   | プロサーファー |      |
| 若槇太志郎     | たいぞー | モデル/大学生  | 20歳 |
| 木佐凌一朗     | 木佐     | 芸人           | 21歳 |
| SORA           | ソラ     | ダンサー       | 17歳 |

#### 太陽とオオカミくんには騙されない♥（シーズン4）
- 男子5人、女子4人の計9名。

| 名前       | 愛称     | 職業          | 年齢 |
| ---------- | -------- | ------------- | ---- |
| 伊藤桃々   | もも     | eggモデル     | 17歳 |
| 黒木ひかり | ひかり   | 歌手          | 18歳 |
| 鈴木美羽   | みう     | 女優          | 18歳 |
| 生見愛瑠   | めるる   | モデル        | 16歳 |
| きいた     | きいた   | モデル        | 18歳 |
| 宇佐卓真   | たくま   | 俳優          | 18歳 |
| 近藤魁成   | かいせい | K-1ファイター | 17歳 |
| 鈴村梨公   | りく     | バンドマン    | 19歳 |
| 高橋文哉   | ふみや   | モデル/俳優   | 17歳 |

#### 白雪とオオカミくんには騙されない♥（シーズン5）
- 男子5人、女子5人の計10名。

| 名前       | 愛称     | 職業                   | 年齢 | 備考                                               |
| ---------- | -------- | ---------------------- | ---- | -------------------------------------------------- |
| 木内舞留   | まる     | モデル                 | 17歳 |                                                    |
| 立木綾乃   | あやの   | 女優/モデル            | 18歳 |                                                    |
| 山之内すず | すず     | モデル                 | 17歳 |                                                    |
| mihoro*    | ミホロ   | シンガーソングライター | 18歳 |                                                    |
| 古田愛理   | あいり   | モデル                 | 16歳 | - スピンオフ「オオカミくんはもう騙さない」にも出演 |
| 鈴木康介   | こうすけ | 俳優                   | 21歳 |                                                    |
| 小西詠斗   | えいと   | モデル                 | 19歳 |                                                    |
| 網代聖人   | せいと   | ブレイクダンサー       | 17歳 |                                                    |
| 池田翼     | つばさ   | 大学生/モデル          | 19歳 |                                                    |
| さなり     | さなり   | ラッパー               | 16歳 | - スピンオフ「オオカミくんはもう騙さない」にも出演 |

#### オオカミちゃんには騙されない（シーズン6）
- 女子5人、男子5人の計10名。

| 名前           | 愛称     | 職業                | 年齢 | 絵文字 | 備考                                                 |
| -------------- | -------- | ------------------- | ---- | ------ | ---------------------------------------------------- |
| 鈴木ゆうか     | ゆうか   | モデル/女優         | 22歳 | 🐰     | - スピンオフ「オオカミちゃんはもう騙さない」にも出演 |
| ミチ           | ミチ     | モデル              | 21歳 | 🐼     | - スピンオフ「神尾楓珠」にも出演                     |
| 杉本愛里       | あいり   | モデル              | 18歳 | 💄     |                                                      |
| 宮瀬いと       | いと     | 女優                | 20歳 | 👠     |                                                      |
| 浪花ほのか     | ほのばび | モデル              | 18歳 | 🐥     |                                                      |
| ミッチェル和馬 | かずま   | アーティスト/モデル | 19歳 | 🎤     | - スピンオフ「同窓会スペシャル」には不参加           |
| 黒田昊夢       | ひろむ   | モデル              | 18歳 | 🐶     | - スピンオフ「オオカミちゃんはもう騙さない」にも出演 |
| Kaya           | カヤ     | スケーター          | 18歳 | 🧢     |                                                      |
| 竹内唯人       | ゆいと   | モデル/俳優         | 18歳 | 🐸     |                                                      |
| Rude-α         | ルード   | アーティスト        | 22歳 | 🐠     |                                                      |

#### 月とオオカミちゃんには騙されない（シーズン7）
- 女子6人、男子5人の計11名。

| 名前       | 愛称         | 職業             | 年齢 | 絵文字 | 備考                                       |
| ---------- | ------------ | ---------------- | ---- | ------ | ------------------------------------------ |
| 加藤ナナ   | ナナ         | モデル           | 21歳 | 💙     |                                            |
| 大原梓     | あずさ       | 女優             | 20歳 | 💜     | - スピンオフ「同窓会スペシャル」には不参加 |
| 岡本莉音   | りおん       | モデル           | 18歳 | ❤️     | - スピンオフ「同窓会スペシャル」には不参加 |
| 松川菜々花 | ななか       | モデル           | 22歳 | 💛     |                                            |
| Hina       | ヒナ         | アーティスト     | 23歳 | 💚     | - スピンオフ「神尾楓珠」にも出演           |
| 莉子       | りこ         | モデル           | 17歳 | 🧡     | - スピンオフ「同窓会スペシャル」には不参加 |
| 堀江亨     | とおる       | テニスプレイヤー | 20歳 | 🎾     |                                            |
| 岸本ルーク | ルーク       | モデル           | 20歳 | 👖     |                                            |
| 岡田翔大郎 | しょうたろう | 俳優             | 19歳 | 🎓     |                                            |
| 曽田陵介   | りょうすけ   | 大学生           | 22歳 | 🦊     |                                            |
| Novel Core | コア         | アーティスト     | 19歳 | 🤜     |                                            |

#### オオカミくんには騙されない（シーズン8）
- 女子5人、男子5人の計10名。

| 名前       | 愛称   | 職業           | 年齢 | 絵文字 | 備考                             |
| ---------- | ------ | -------------- | ---- | ------ | -------------------------------- |
| 世良マリカ | マリカ | モデル         | 17歳 | 🦋     |                                  |
| 松永有紗   | ありさ | 女優           | 22歳 | 🌼     |                                  |
| 中澤瞳     | ひとみ | モデル         | 21歳 | 💄     |                                  |
| 染野有来   | ゆら   | 女優           | 20歳 | 🍦     |                                  |
| 佐藤ノア   | ノア   | モデル         | 23歳 | 🍒     | - スピンオフ「神尾楓珠」にも出演 |
| 押田岳     | がく   | 俳優           | 23歳 | 🎬     |                                  |
| Kaito      | カイト | アーティスト   | 19歳 | 🥁     |                                  |
| 平原颯馬   | そうま | プロサーファー | 18歳 | 🏄‍♂️     |                                  |
| Masafumi   | マサ   | アーティスト   | 22歳 | 🦁     |                                  |
| 藤枝喜輝   | よしき | 俳優           | 18歳 | 🐻     |                                  |

#### 恋とオオカミには騙されない（シーズン9）
- 女子5人、男子5人の計10名。

| 名前       | 愛称     | 職業                | 年齢 | 絵文字 | 備考                             |
| ---------- | -------- | ------------------- | ---- | ------ | -------------------------------- |
| なえなの   | なえなの | モデル/YouTuber     | 20歳 | 🌨️     |                                  |
| 長谷川美月 | みちゅ   | モデル              | 18歳 | 🌙     |                                  |
| Taki       | タキ     | モデル/アーティスト | 20歳 | 🎀     | - 次作「虹」にも引き続き出演     |
| 吉田伶香   | りょうか | 女優                | 18歳 | 🐰     |                                  |
| 川口葵     | あおい   | 女優                | 22歳 | 🐬     | - スピンオフ「神尾楓珠」にも出演 |
| 綱啓永     | つな     | 俳優                | 22歳 | 🐟     |                                  |
| りゅうと   | ちょこ   | モデル/TikToker     | 20歳 | 🍫     |                                  |
| 樋口幸平   | こうへい | 俳優/モデル         | 20歳 | ⚽     |                                  |
| 杢代和人   | もくだい | アーティスト        | 16歳 | 🐸     |                                  |
| 井上想良   | そら     | 俳優                | 22歳 | ☀      |                                  |

#### 虹とオオカミには騙されない（シーズン10）
- 女子6人、男子5人の計11名[24][25]。

| 名前           | 愛称       | 職業                             | 年齢 | 絵文字 | 備考                         |
| -------------- | ---------- | -------------------------------- | ---- | ------ | ---------------------------- |
| アリアナさくら | さくら     | モデル                           | 17歳 | 🌸     |                              |
| 安斉星来       | せいら     | モデル/女優                      | 17歳 | 🖤     |                              |
| 和内璃乃       | りの       | モデル/女優                      | 18歳 | 🧸     |                              |
| momoca         | モモカ     | ダンサー                         | 20歳 | 🍑     | - 『moxymill』のメンバー     |
| 加藤乃愛       | のあ       | TikToker/モデル                  | 18歳 | 🦄     |                              |
| Taki           | タキ       | モデル/アーティスト              | 21歳 | 🎀     | - 前作「恋」から引き続き出演 |
| 大平修蔵       | しゅうぞう | 俳優/モデル/デジタルアーティスト | 20歳 | 🐘     |                              |
| 西岡星汰       | しょうた   | 俳優                             | 17歳 | ⭐     |                              |
| 堀海登         | かいと     | 俳優                             | 22歳 | 🐳     |                              |
| YOSHIKI EZAKI  | エザキ     | アーティスト                     | 19歳 | 🎤     |                              |
| 山下航平       | こうへい   | 俳優                             | 22歳 | 🔫     |                              |

#### 神尾楓珠はオオカミちゃんには騙されない（スピンオフ）
| 名前     | 職業         | 年齢 | 絵文字 | 備考                                                      |
| -------- | ------------ | ---- | ------ | --------------------------------------------------------- |
| 神尾楓珠 | 俳優         | 23歳 |        | - シーズン8「オオカミくん」よりスタジオキャストとして出演 |
| ミチ     | モデル       | 23歳 | 🐼     | - シーズン6「オオカミちゃん」に出演                       |
| Hina     | アーティスト | 24歳 | 💚     | - シーズン7「月」に出演                                   |
| 佐藤ノア | モデル       | 24歳 | 🍒     | - シーズン8「オオカミくん」に出演                         |
| 川口葵   | 女優         | 23歳 | 🐬     | - シーズン9「恋」に出演                                   |

#### 彼とオオカミちゃんには騙されない（シーズン11）
女子5人、男子5人の計10名。
| 名前       | 愛称     | 職業           | 年齢 | 絵文字 | 備考                      |
| ---------- | -------- | -------------- | ---- | ------ | ------------------------- |
| 新井舞良   | まいら   | 女優/モデル    | 21歳 | 🌼     | - 「恋ステSeason5」に出演 |
| 大峰ユリホ | ユリホ   | モデル         | 19歳 | 🐰     |                           |
| 北澤舞悠   | まゆ     | モデル/女優    | 22歳 | 🌹     |                           |
| 星乃夢奈   | ゆな     | モデル/女優    | 17歳 | 🐙     |                           |
| YUNA       | ユナヤ   | マルチタレント | 18歳 | 🌈     | - 「Nizi Project」参加者  |
| 櫻井佑樹   | ゆうき   | 俳優           | 19歳 | 🐻     |                           |
| SASUKE     | サスケ   | 音楽家         | 18歳 | 🎧     |                           |
| Sean       | ショーン | モデル/学生    | 19歳 | 🍕     |                           |
| 高橋聖那   | せいな   | 俳優           | 21歳 | 🐨     |                           |
| 松本怜生   | れお     | 俳優           | 21歳 | 🦁     |                           |

#### オオカミちゃんとオオカミくんには騙されない（シーズン12）
女子5人、男子5人の計10名。
| 名前       | 愛称     | 職業                  | 年齢 | 絵文字 | 備考                      |
| ---------- | -------- | --------------------- | ---- | ------ | ------------------------- |
| 加藤栞     | しおり   | モデル                | 16歳 | 🔖     |                           |
| 新野尾七奈 | なな     | モデル                | 20歳 | 🌻     |                           |
| 高鶴桃羽   | ももは   | バレリーナ            | 19歳 | 🩰     |                           |
| 新音       | にのん   | 女優/モデル           | 17歳 | 🦋     |                           |
| 三原羽衣   | うい     | 女優/インフルエンサー | 19歳 | ⛈      |                           |
| 大久保琉唯 | るい     | K-1ファイター         | 17歳 | 🥊     |                           |
| 鈴々木響   | ひびき   | モデル/DJ             | 19歳 | ⚡️     |                           |
| 高橋璃央   | りお     | モデル/俳優           | 21歳 | 🦊     | - 「今日好き第2弾」に出演 |
| 中村榛     | はる     | モデル                | 17歳 | 🐶     |                           |
| 能勢倫     | のせりん | モデル                | 19歳 | 🐵     |                           |

#### 花束とオオカミちゃんには騙されない（シーズン13）
女子6人、男子5人の計11名。
| 名前       | 愛称         | 職業                | 年齢 | 絵文字 | 備考                         |
| ---------- | ------------ | ------------------- | ---- | ------ | ---------------------------- |
| 齊藤なぎさ | なぎさ       | 女優/声優           | 19歳 | 🍓     |                              |
| かりん     | かりん       | インフルエンサー    | 17歳 | 👀     |                              |
| ちせ       | ちせ         | インフルエンサー    | 24歳 | 🍑     |                              |
| 永井愛実   | まなみ       | アーティスト        | 20歳 | 🐱     | - 「Girls Planet 999」参加者 |
| 中川紅葉   | くれは       | 女優/タレント       | 22歳 | 🍁     |                              |
| 美月       | みづき       | モデル              | 22歳 | 🌕     |                              |
| 今井竜太郎 | りゅうたろう | 俳優                | 17歳 | 🐉     |                              |
| 柊太朗     | とうたろう   | 俳優                | 22歳 | 🐾     | - 「恋ステSeason7」に出演    |
| 夏生大湖   | おみ         | 俳優                | 21歳 | 🧸     |                              |
| マテウス   | マテウス     | モデル/アーティスト | 22歳 | 🦩     |                              |
| ロビン     | ロビン       | K-pop練習生         | 19歳 | 🐧     |                              |

#### オオカミちゃんには騙されない（シーズン14）
女子5人、男子5人の計10名。
| 名前       | 愛称     | 職業                   | 年齢 | 絵文字 | 備考 |
| ---------- | -------- | ---------------------- | ---- | ------ | ---- |
| 大久保桜子 | 桜子     | 女優                   | 24歳 |        |      |
| Gabby      | ギャビー | モデル                 | 26歳 |        |      |
| JU!iE      | じゅり   | シンガーソングライター | 27歳 |        |      |
| 西村歩乃果 | ほのか   | マルチタレント         | 28歳 |        |      |
| Mikako     | Mikako   | アーティスト           | 28歳 |        |      |
| 米村知希   | トモキ   | 俳優志望               | 22歳 |        |      |
| Who-ya     | Who-ya   | アーティスト           | 23歳 |        |      |
| 中尾暢樹   | マサキ   | 俳優                   | 26歳 |        |      |
| 白鳥大珠   | 大珠     | 格闘家                 | 27歳 |        |      |
| 古屋呂敏   | ロビン   | 俳優/カメラマン        | 32歳 |        |      |

#### キミとオオカミくんには騙されない（シーズン15）
女子5人、男子8人の計13名。
| 名前            | 愛称       | 職業                          | 年齢 | 絵文字 | 備考                                       |
| --------------- | ---------- | ----------------------------- | ---- | ------ | ------------------------------------------ |
| 入江美沙希      | みぃ       | モデル                        | 18歳 |        |                                            |
| 辻加純          | きゃすみる | モデル/シンガーソングライター | 18歳 |        |                                            |
| 土方エミリ      | エミリ     | タレント/モデル               | 15歳 |        |                                            |
| 堀口真帆        | まほち     | モデル                        | 15歳 |        |                                            |
| 山本杏          | あんころ   | モデル                        | 18歳 |        |                                            |
| ame（佐藤永翔） | ame        | アーティスト                  | 20歳 |        |                                            |
| 植村颯太        | そう       | 俳優                          | 21歳 |        | - 「今日好き韓国ソウル編・グアム編」に出演 |
| 栄莉弥          | エリヤ     | モデル/俳優                   | 18歳 |        | - 「恋ステSeason18」に出演                 |
| たいり          | たいり     | ダンスインストラクター        | 21歳 |        |                                            |
| 田中学人        | ガクティー | 大学生                        | 20歳 |        |                                            |
| 長嶺龍汰        | りゅた     | アーティスト                  | 17歳 |        |                                            |
| 吉川康太        | こた       | 俳優                          | 22歳 |        |                                            |
| 吉田剛明        | タケ       | 俳優                          | 16歳 |        |                                            |

## 配信日程

### オオカミくんには騙されない♥（シーズン1）
- 2017年2月18日 - 4月1日、全7回。
- 毎週土曜22:00から22:30、ABEMA SPECIALにて配信。
- 第4回のみ編集都合によりABEMA GOLDにて配信。

| # | 放送日        | 放送時間 | 本編                                                                  |
| - | ------------- | -------- | --------------------------------------------------------------------- |
| 1 | 2017年2月18日 | 30分     | オオカミくんには騙されない♥                                           |
| 2 | 2月25日       | 30分     | オオカミくんには騙されない♥                                           |
| 3 | 3月4日        | 30分     | オオカミくんには騙されない♥                                           |
| 4 | 3月11日       | 30分     | オオカミくんには騙されない♥                                           |
| 5 | 3月18日       | 45分     | オオカミくんには騙されない♥ 〜今夜は告白 15分拡大SP〜                 |
| 6 | 3月25日       | 30分     | オオカミくんには騙されない♥                                           |
| 7 | 4月1日        | 1時間    | オオカミくんには騙されない♥ 最終回1時間SP オオカミ発覚＆カップル成立? |

### 真夏のオオカミくんには騙されない♥（シーズン2）
- 2017年7月22日 - 9月23日、全10回。
- 毎週土曜22:00から22:30、ABEMA SPECIALにて配信。

| #  | 放送日        | 放送時間 | 本編                                 |
| -- | ------------- | -------- | ------------------------------------ |
| 1  | 2017年7月22日 | 45分     | 45分SP 夏の始まりは恋の始まり?       |
| 2  | 7月29日       | 30分     | 赤いミサンガ♥動き出したJKの恋        |
| 3  | 8月5日        | 30分     | 絡み合う2つの三角関係?               |
| 4  | 8月12日       | 30分     | 奪い合い!?揺れる乙女ゴコロ           |
| 5  | 8月19日       | 30分     | 止められない恋心と女同士の探り合い!? |
| 6  | 8月26日       | 45分     | 45分SP 夏は短し 進め乙女             |
| 7  | 9月2日        | 30分     | 波乱の“気になる宣言”                 |
| 8  | 9月9日        | 30分     | 勝負をかけるオトメたち               |
| 9  | 9月16日       | 30分     | 夏の終わり、恋花火                   |
| 10 | 9月23日       | 1時間    | 1時間SP バイバイ、真夏の恋           |

### 真冬のオオカミくんには騙されない♥（シーズン3）
- 2018年1月28日 - 3月25日、全9回。
- 毎週日曜22:00から22:30、ABEMA SPECIALにて配信。
- 今シーズンよりABEMAプレミアム限定で出演者個人や撮影の裏側を掘り下げる番外編の配信を開始。

| # | 放送日        | 放送時間 | 本編                                   | 番外編                                                                                     |
| - | ------------- | -------- | -------------------------------------- | ------------------------------------------------------------------------------------------ |
| 1 | 2018年1月28日 | 45分     | 45分SP 冬にはじまる恋のdrama           | 第1.5話「お調子者、時々、まじめ」（たいぞー編）                                            |
| 2 | 2月4日        | 30分     | 2番目なんていない!                     | 第2.5話「歌と恋と日本武道館」（りんね編）                                                  |
| 3 | 2月11日       | 30分     | 負けを知ったライオン                   | 第3.5話「演技も恋も、一年生」（なな編）                                                    |
| 4 | 2月18日       | 30分     | 冬の大三角カンケイ                     | 第4.5話（1）「笑いが僕の生きる道」（木佐編） （2）「オオカミそれともウサギ？」（あさや編） |
| 5 | 2月25日       | 1時間    | 1時間SP 脱落直前! 最後デートで全員告白 | 第5.5話（1）「ビッグウェーブが来る日」（たくみ編） （2）「空を曇らせる太陽と月」（SORA編） |
| 6 | 3月4日        | 30分     | 彼は危うし、疑え乙女!                  | 第6.5話「暗闇に光を撃て」（おと編)                                                         |
| 7 | 3月11日       | 30分     | 脱落男子発表… バイバイ、私の王子様     | 第7.5話「脱落者発表、もう一つの物語」                                                      |
| 8 | 3月18日       | 30分     | あの子の中のあいつ                     | 第8.5話「誰も知らない私の想い」（あや編）                                                  |
| 9 | 3月25日       | 1時間    | 1時間SP 涙と衝撃のラスト…              | 第9.5話「真冬の終わり、春のはじまり」                                                      |

### 太陽とオオカミくんには騙されない♥（シーズン4）
- 2018年7月29日 - 10月14日、全12回。
- 毎週日曜22:00から22:30、ABEMA SPECIALにて配信。

| #  | 放送日        | 放送時間 | 本編                                             | 番外編             |
| -- | ------------- | -------- | ------------------------------------------------ | ------------------ |
| 1  | 2018年7月29日 | 1時間    | 1時間SP 太陽が連れてきた夏の恋                   | 第1.5話 ふみや編   |
| 2  | 8月5日        | 30分     | 恋の技は、恋の罠?                                | 第2.5話 かいせい編 |
| 3  | 8月12日       | 45分     | 45分SP 灼けつくヤキモチ                          | 第3.5話 りく編     |
| 4  | 8月19日       | 30分     | 優しくてズルい君                                 | 第4.5話たくま編    |
| 5  | 8月26日       | 1時間    | 1時間SP さよなら3つの恋                          | 第5.5話きいた編    |
| 6  | 9月2日        | 45分     | 45分SP 脱落直前! 男子の裏側大公開SP＆総集編      | 第6.5話ひかり編    |
| 7  | 9月9日        | 1時間    | 1時間SP 運命の脱落男子発表! さよなら、私の王子様 | 【未公開映像つき】 |
| 8  | 9月16日       | 30分     | ふりだしに戻った8人                              | 第8.5話もも編      |
| 9  | 9月23日       | 30分     | 恋のおわりと恋のはじまり                         | 第9.5話みう編      |
| 10 | 9月30日       | 30分     | トライアングル×トライアングル                    | 第10.5話めるる編   |
| 11 | 10月7日       | 45分     | 45分SP 審判の日、君のことが‥                     |                    |
| 12 | 10月14日      | 1時間    | 1時間SP 信じても、いいですか?                    | 【未公開映像つき】 |

### 白雪とオオカミくんには騙されない♥（シーズン5）
- 2019年1月13日 - 3月31日、全12回。
- 毎週日曜22:00から22:30、ABEMA SPECIALにて配信。

| #  | 放送日        | 放送時間 | 本編                                          | 番外編             |
| -- | ------------- | -------- | --------------------------------------------- | ------------------ |
| 1  | 2019年1月13日 | 1時間    | 1時間SP 白雪と10人の恋人たち                  | 第1.5話こうすけ編  |
| 2  | 1月20日       | 30分     | ここにいる彼と ここにいない彼                 | 第2.5話さなり編    |
| 3  | 1月27日       | 45分     | 45分SP コイワズライの恋はツライ?              | 第3.5話つばさ編    |
| 4  | 2月3日        | 40分     | 40分SP ねぇ、強がりに気づいて                 | 第4.5話せいと編    |
| 5  | 2月10日       | 30分     | 泣き虫を笑って… 涙の中間告白                  | 第5.5話えいと編    |
| 6  | 2月17日       | 30分     | 脱落直前! 最後の審判SP＆総集編                | 第6.5話まる編      |
| 7  | 2月24日       | 1時間    | 1時間SP 運命の脱落男子発表SP 星降る夜に願いを | 【未公開映像つき】 |
| 8  | 3月3日        | 30分     | ひとり、涙は踊っていた                        | 第8.5話あいり編    |
| 9  | 3月10日       | 30分     | 雪降るアトリエ 恋が消えたとしても             | 第9.5話すず編      |
| 10 | 3月17日       | 40分     | 40分SP 優しくなんかないから                   | 第10.5話あやの編   |
| 11 | 3月24日       | 45分     | 45分SP さなりの復活は!? “会いたい”を隠して    | 第11.5話mihoro編   |
| 12 | 3月31日       | 1時間    | 1時間SP 白雪の果て、全てを知った              | 【未公開映像つき】 |

#### オオカミくんはもう騙さない -さなりる final balloon-
- 2021年3月14日 - 4月11日、全3回。
- ABEMAプレミアムにて限定配信だが、シーズン11の放送開始が延期になったため、2022年（令和4年）2月6日の22:00から23:00までABEMA SPECIALにて配信された。

| # | 放送日        | 放送時間 | 本編                    |
| - | ------------- | -------- | ----------------------- |
| 1 | 2021年3月14日 | 23分     | いま、好きな人、いるの? |
| 2 | 3月28日       | 23分     | 時はもう戻らないのなら… |
| 3 | 4月11日       | 31分     | それでも赤い風船は…     |

### オオカミちゃんには騙されない（シーズン6）
- 2019年7月14日 - 9月22日、全12回。
- 毎週日曜22:00から22:30、ABEMA SPECIALにて配信。

| #  | 放送日        | 放送時間 | 本編                                             | 番外編                                 |
| -- | ------------- | -------- | ------------------------------------------------ | -------------------------------------- |
| 1  | 2019年7月14日 | 1時間    | 初回1時間SP! 私、オオカミちゃんやってみるね      |                                        |
| 2  | 7月21日       | 45分     | 45分SP 15分拡大SP ドキドキした後、ズキズキする恋 |                                        |
| 3  | 7月28日       | 30分     | レンズは見ていた光と影                           |                                        |
| 4  | 8月4日        | 45分     | 45分SP 15分拡大SP 痛みを知った天使たち           |                                        |
| 5  | 8月11日       | 1時間    | 涙の中間告白1時間SP アナタハワタシノヒカリ       |                                        |
| 6  | 8月18日       | 30分     | 1人じゃない ひとりじゃない                       |                                        |
| 7  | 8月25日       | 1時間    | 脱落発表1時間SP 涙の10カウント。そして…          | 【未公開映像つき】                     |
| 8  | 9月1日        | 30分     | 恋の味。君の声は聞こえてる                       |                                        |
| 9  | 9月8日        | 30分     | 踏み出したのは、踏み出せなかった一歩             |                                        |
| 10 | 9月15日       | 45分     | 45分SP 試された覚悟と覚悟                        |                                        |
| 11 | 9月22日       | 45分     | 45分SP ひとり見上げた月は…                       |                                        |
| 12 | 9月29日       | 1時間    | 1時間SP 泣いたのは泣けなかった私                 | 【ビデオ限定スペシャルエピローグつき】 |

#### オオカミちゃんには騙されない 同窓会スペシャル
- 2021年8月1日、全2回。
- ABEMAプレミアムにて限定配信だが、シーズン11の放送開始が延期になったため、2022年（令和4年）2月13日の22:00から23:00までABEMA SPECIALにて配信された。

| # | 放送日       | 放送時間 | 本編                             |
| - | ------------ | -------- | -------------------------------- |
| 1 | 2021年8月1日 | 22分     | 誰かが、恋を続けようとしている!? |
| 2 | 8月1日       | 27分     | もう一度、あの恋をしたい         |

#### オオカミちゃんはもう騙さない -ひろむ・ゆうか final balloon-
- 2021年8月8日 - 8月15日、全2回。
- ABEMAプレミアムにて限定配信。

| # | 放送日       | 放送時間 | 本編                       |
| - | ------------ | -------- | -------------------------- |
| 1 | 2021年8月8日 | 26分     | この恋に続きはありますか？ |
| 2 | 8月15日      | 28分     | 運命は2年前に決まっていた… |

### 月とオオカミちゃんには騙されない（シーズン7）
- 2020年1月5日 - 3月29日、全13回。
- 毎週日曜22:00から22:30、ABEMA SPECIALにて配信。
- 今シーズンよりABEMAプレミアム限定でカップルの後日談やデートの様子を掘り下げる特別編の配信を開始。

| #  | 放送日       | 放送時間 | 本編                                        | 番外編                              | 滝沢カレンの月とオオカミちゃんには騙されない       |
| -- | ------------ | -------- | ------------------------------------------- | ----------------------------------- | -------------------------------------------------- |
| 1  | 2020年1月5日 | 1時間    | 1時間SP アタシたちは同じ月を見ている        |                                     | 夏子さん、これ恋愛の番組なんですか？笑             |
| 2  | 1月12日      | 45分     | 45分SP 好きな人には好きな人がいる           |                                     | 夏子さん、本物のオオカミはいつ出てくるのですか？笑 |
| 3  | 1月19日      | 45分     | 45分SP 美しいほど悲しい月                   |                                     | 人生でハマったランキング...12位です！笑            |
| 4  | 1月26日      | 30分     | 黄金の月の前で君は                          |                                     | 満月で 私はしたぞ あのポーズ                       |
| 5  | 2月2日       | 1時間    | 中間告白60分SP これが散りゆく運命ならば     |                                     | あのデート できるもんなら させてくれ               |
| 6  | 2月9日       | 30分     | 誰もが秘密を抱えている…                     |                                     | 恋が出発したら...この駅で一回停車するね            |
| 7  | 2月16日      | 30分     | 消えても消せない想い                        |                                     | オオカミ見てなかった私のバカヤロー！               |
| 8  | 2月23日      | 1時間    | 1時間SP 脱落の日 この街で月に一番近い場所で | 【未公開つき】                      | 脱落は...天気から雨がなくなるくらい大問題          |
| 9  | 3月1日       | 45分     | 45分SP もう一人いなくなるなんて             |                                     | なんでわからないの？早口天然、どん感男！           |
| 10 | 3月8日       | 30分     | 幸福な嘘と涙の真実                          |                                     | 世の中に無駄な失恋なんてないのよ！                 |
| 11 | 3月15日      | 45分     | 45分SP 心の迷路の中で迷う                   |                                     | あの二2人の心の迷路が見えたね見えたね...！         |
| 12 | 3月22日      | 1時間    | 復活の行方1時間SP にじんだ待宵月            |                                     | やだやだやだ 今から開始だと 言ってくれ             |
| 13 | 3月29日      | 1時間    | 1時間SP 最終回 もう一度冬が来たら           | 【未公開映像、 限定エピローグつき】 | 雪山に 積もっていたのは 愛と絆                     |
| -  | 3月29日      | 21分     | 第一夜 恋の悔恨                             |                                     |                                                    |
| -  | 4月5日       | 26分     | 第二夜 恋の告解                             |                                     |                                                    |
| -  | 4月12日      | 17分     | 第三夜 恋の一本道                           |                                     |                                                    |

#### 月とオオカミちゃんには騙されない 同窓会スペシャル
- 2022年3月13日 - 3月27日、全3回。
- ABEMAプレミアムにて限定配信。

| # | 放送日  | 放送時間 | 本編                           |
| - | ------- | -------- | ------------------------------ |
| 1 | 3月13日 | 28分     | 彼女はもう一度だけ嘘をついた   |
| 2 | 3月20日 | 29分     | 彼女が見せた、初めてのわがまま |
| 3 | 3月27日 | 30分     | あの日、彼が来なかった理由     |

### オオカミくんには騙されない（シーズン8）
- 2020年8月16日 - 11月1日、全12回。
- 毎週日曜22:00から22:30、ABEMA SPECIALにて配信。

| #  | 放送日        | 放送時間 | 本編                                          | 番外編             | EXITのオオカミくんには騙されない |
| -- | ------------- | -------- | --------------------------------------------- | ------------------ | -------------------------------- |
| 1  | 2020年8月16日 | 1時間    | 1時間SP 君がオオカミに見えるのは何故?         |                    |                                  |
| 2  | 8月23日       | 30分     | 思い、思われ、恋、焦がれ                      |                    |                                  |
| 3  | 8月30日       | 45分     | 45分SP 見上げれば夏の大三角形                 |                    |                                  |
| 4  | 9月6日        | 45分     | 45分SP 太陽と月のあいだ ゆれる万舟            |                    |                                  |
| -  | 9月6日        | 18分     | 第一夜 あの夜のつづき ーノアの決断の裏側ー    |                    |                                  |
| 5  | 9月13日       | 1時間    | 中間告白1時間SP 好きです、泣かないで          |                    |                                  |
| 6  | 9月20日       | 30分     | さよなら三角、またきて四角                    |                    |                                  |
| 7  | 9月27日       | 40分     | 40分SP 恋の傷、あきらめない                   |                    |                                  |
| -  | 9月27日       | 16分     | 第二夜 瞳の奥にいたのは… ひとみ太陽LINEの理由 |                    |                                  |
| 8  | 10月4日       | 1時間    | 脱落発表1時間SP 涙のカメラロール              | 【未公開映像あり】 |                                  |
| 9  | 10月11日      | 40分     | 40分SP それぞれの十字架                       |                    |                                  |
| 10 | 10月18日      | 40分     | 40分SP 雨は止んだ。ラストシーンは…            |                    |                                  |
| 11 | 10月25日      | 1時間    | 復活の行方は? 1時間SP 彼の秘密、彼女の秘密    |                    |                                  |
| -  | 10月25日      | 15分     | 第三夜 オオカミはまだいる? マサが残した疑惑   |                    |                                  |
| 12 | 11月1日       | 1時間    | 最終告白1時間SP 2人の恋は秋空の彼方へ         | 【未公開映像あり】 |                                  |
| -  | 11月1日       | 21分     | 恋は続く? それとも… 第一夜 がくノアの行方     |                    |                                  |
| -  | 11月8日       | 21分     | 恋は続く? それとも… 第二夜 ありカイの行方     |                    |                                  |
| -  | 11月15日      | 20分     | 恋は続く? それとも… 第三夜 そうまゆらの行方   |                    |                                  |

### 恋とオオカミには騙されない（シーズン9）
- 2021年2月14日 - 5月2日、全12回。
- 毎週日曜22:00から22:30、ABEMA SPECIALにて配信。

| #  | 放送日        | 放送時間 | 本編                                       | 番外編                       |
| -- | ------------- | -------- | ------------------------------------------ | ---------------------------- |
| 1  | 2021年2月14日 | 1時間    | 1時間SP わからない。それでも、恋をする。   |                              |
| 2  | 2月21日       | 1時間    | 1時間SP 恋してる、それだけはわかるのです。 |                              |
| 3  | 2月28日       | 45分     | 45分SP 恋した人が恋してる人は…             |                              |
| 4  | 3月7日        | 40分     | 40分SP その時、恋を、そっと隠した。        |                              |
| 5  | 3月14日       | 1時間    | 1時間SP 好きだって、言えなかった恋。       |                              |
| 6  | 3月21日       | 40分     | 40分SP その恋に、気づいてしまったから。    |                              |
| 7  | 3月28日       | 45分     | 45分SP 恋の場所、そこに立つということ。    |                              |
| 8  | 4月4日        | 1時間    | 1時間SP 桜の降る夜は、恋をしたから         | 【ビデオ限定】なえそら月LINE |
| 9  | 4月11日       | 30分     | この恋に、さよならを告ぐ。                 |                              |
| 10 | 4月18日       | 45分     | 45分SP それは恋が壊れる音だった。          |                              |
| 11 | 4月25日       | 1時間    | 1時間SP ただ恋を、続けたいだけなのに       |                              |
| 12 | 5月2日        | 1時間    | 1時間SP それでも恋は、綺麗でした。         |                              |
| -  | 5月2日        | 22分     | c：オオカミちゃん 涙の誤算                 |                              |
| -  | 5月9日        | 28分     | 第二夜：この恋に、未来はありますか?        |                              |
| -  | 5月16日       | 36分     | 第三夜：BFFだけに明かした禁断の真実        |                              |

### 虹とオオカミには騙されない（シーズン10）
- 2021年8月1日 - 10月24日、全13回。
- 毎週日曜22:00から22:30、ABEMA SPECIALにて配信。

| #  | 放送日       | 放送時間  | 本編                                                          | 番外編 |
| -- | ------------ | --------- | ------------------------------------------------------------- | ------ |
| 1  | 2021年8月1日 | 1時間10分 | 1時間10分SP 雨のち晴れ、恋のち虹                              |        |
| 2  | 8月8日       | 1時間     | 1時間SP 虹が連れてきたのは恋の嵐                              |        |
| 3  | 8月15日      | 45分      | 45分SP この好きを、誰かに譲るぐらいなら                       |        |
| 4  | 8月22日      | 40分      | 40分SP 恋の三原色、彼の心は何色に？                           |        |
| 5  | 8月29日      | 40分      | 40分SP 虹が現れたとき、君は…                                  |        |
| 6  | 9月5日       | 1時間     | 1時間SP この気持ちがいつか君に届くまで                        |        |
| -  | 9月5日       | 19分      | 傷心のTaki ちょこみちゅにHELP                                 |        |
| 7  | 9月12日      | 40分      | 40分SP ふたりの恋は秋の空                                     |        |
| 8  | 9月19日      | 45分      | 45分SP 涙の向こうに。どうか、虹が現れますように               |        |
| 9  | 9月26日      | 1時間     | 1時間SP そして君は、恋の蓋を閉めた。                          |        |
| -  | 9月26日      | 15分      | 禁断企画！メンバーがオオカミの証拠を暴露                      |        |
| 10 | 10月3日      | 30分      | だから恋のために、自分を偽る                                  |        |
| 11 | 10月10日     | 45分      | 45分SP もう後戻りできない恋と嘘                               |        |
| 12 | 10月17日     | 1時間     | 復活の行方1時間SP 涙の向こうに虹は出たのに                    |        |
| -  | 10月17日     | 17分      | 禁断考察SP その時、オオカミは嘘をついていた…                  |        |
| 13 | 10月24日     | 1時間     | 1時間SP 約束の虹の前で、嘘はつけない…                         |        |
| -  | 10月24日     | 17分      | 第一夜 オオカミくんの誤算〜虹の約束のすべて〜                 |        |
| -  | 10月31日     | 22分      | 第二夜 これでお別れなのですか？〜りのへいモモザキ禁断デート〜 |        |
| -  | 11月7日      | 24分      | 第三夜 夢のダブルデート 〜愛のドッキリで事件が⁉︎〜             |        |

### 神尾楓珠はオオカミちゃんには騙されない（スピンオフ）
- 2022年1月23日 - 1月30日。
- 毎週日曜22:00から22:40、ABEMA SPECIALにて配信。

| # | 放送日        | 放送時間 | 本編                                        | 番外編 |
| - | ------------- | -------- | ------------------------------------------- | ------ |
| 1 | 2022年1月23日 | 40分     | 神尾楓珠はオオカミちゃんには騙されない 前編 |        |
| 2 | 1月30日       | 40分     | 神尾楓珠はオオカミちゃんには騙されない 後編 |        |

### 彼とオオカミちゃんには騙されない（シーズン11）
- 2022年2月20日[注釈 5] - 5月8日、全12回。
- 毎週日曜22:00から22:30、ABEMA SPECIALにて配信。

| #  | 放送日        | 放送時間 | 本編                                            | 番外編 |
| -- | ------------- | -------- | ----------------------------------------------- | --- |
| 1  | 2022年2月20日 | 1時間    | 1時間SP 僕が手にした彼女の十字架                | - 【ビデオ限定】超最速考察SP①オオカミちゃんはあの子だ - 【ビデオ限定】超最速考察SP②彼はあの人に違いない!? |
| 2  | 2月27日       | 45分     | 45分SP この気持ちを、恋と呼ぶのか               | |
| 3  | 3月6日        | 1時間    | 1時間SP あの人の隣で、黄昏を見ていた            | |
| 4  | 3月13日       | 1時間    | 中間告白1時間SP 白銀に溶けた、好きと嘘          | |
| 5  | 3月20日       | 45分     | 45分SP それでも好きって、それでも好きなのかな？ | |
| 6  | 3月27日       | 40分     | 40分SP 6秒後の世界で、ふたりは…                 | |
| 7  | 4月3日        | 1時間    | 1時間SP 笑顔で隠した涙と涙で隠した嘘            | |
| 8  | 4月10日       | 40分     | 40分SP その優しさが、誰かを傷つけた。           | |
| 9  | 4月17日       | 45分     | 45分SP ふたりはずっと、言葉を探し続けた。       | |
| 10 | 4月24日       | 45分     | 45分SP 沈黙の果て、君はそれを口にした。         | |
| 11 | 5月1日        | 1時間    | 1時間SP 十字架が告げた、青春の結末。            | |
| 12 | 5月8日        | 1時間    | 1時間SP それでも彼は、好きだと言った            | 【未公開付き】                                                                                            |
| -  | 5月8日        | 25分     | 第一夜 声に出せなかった彼の恋                   | |
| -  | 5月15日       | 30分     | 第二夜 最初のデート最後のデート                 | |
| -  | 5月22日       | 30分     | 第三夜 あなたに会えて良かった。                 | |

#### 彼とオオカミちゃんには騙されない 七夕スペシャル
- 2022年8月14日 - 8月28日、全3回。
- ABEMAプレミアムにて限定配信。

| # | 放送日  | 放送時間 | 本編                         |
| - | ------- | -------- | ---------------------------- |
| 1 | 8月14日 | 26分     | その雨は会えないふたりの涙   |
| 2 | 8月21日 | 25分     | 会いたい…星に願いを          |
| 3 | 8月28日 | 38分     | さよなら、彼とオオカミちゃん |

### オオカミちゃんとオオカミくんには騙されない（シーズン12）
- 2022年8月14日 - 10月30日
- 毎週日曜22:00から22:30、ABEMA SPECIALにて配信。

| #  | 放送日        | 放送時間 | 本編                                        | 番外編 |
| -- | ------------- | -------- | ------------------------------------------- | ------ |
| 1  | 2022年8月14日 | 1時間    | 1時間SP 恋をしてアタシと君は嘘をつく        |        |
| 2  | 8月21日       | 1時間    | 1時間SP ふたりは青く美しい夜に…             |        |
| 3  | 8月28日       | 45分     | 45分SP その光で、私の恋に気づいて           |        |
| 4  | 9月4日        | 1時間    | 1時間SP 恋は、一瞬で揺らいだ                |        |
| 5  | 9月11日       | 40分     | 40分SP 誰かに恋をする君は綺麗でした。       |        |
| 6  | 9月18日       | 45分     | 45分SP 傷を抱えたふたりのキズナ             |        |
| 7  | 9月25日       | 45分     | 45分SP ランウェイ、揺らぐ恋に射した光       |        |
| 8  | 10月2日       | 1時間    | 1時間SP さよならシンデレラ                  |        |
| 9  | 10月9日       | 45分     | 45分SP それでも笑った あの子のために        |        |
| 10 | 10月16日      | 40分     | 40分SP 約束のクローバー                     |        |
| 11 | 10月23日      | 1時間    | 1時間SP 泣き顔、もう見たくないでしょ？      |        |
| 12 | 10月30日      | 1時間    | 最終回SP ごめんね、もういいよ【未公開付き】 |        |
| -  | 10月30日      | 30分     | 第一夜 オオカミの初恋と献身                 |        |
| -  | 11月6日       | 30分     | 第二夜 もう一度会える日のために             |        |
| -  | 11月13日      | 30分     | 第三夜 この灯りが消えるまでは               |        |

### 花束とオオカミちゃんには騙されない（シーズン13）
- 2023年3月5日 - 5月21日
- 毎週日曜22:00から22:30、ABEMA SPECIALにて配信。

| #  | 放送日       | 放送時間 | 本編                                           | 番外編 |
| -- | ------------ | -------- | ---------------------------------------------- | ------ |
| 1  | 2023年3月5日 | 1時間    | 1時間SP バラ一輪の花言葉を君に                 |        |
| 2  | 3月12日      | 45分     | 45分SP 花束を手にした君は嘘をつけない          |        |
| 3  | 3月19日      | 1時間    | 1時間SP ソウルの夜、二人きりで君は             |        |
| 4  | 3月26日      | 1時間    | 1時間SP 同時に告げられた恋と嘘                 |        |
| 5  | 4月2日       | 45分     | 45分SP そして、彼は花束を手にした              |        |
| 6  | 4月9日       | 45分     | 45分SP だから、花束を君に贈る。                |        |
| 7  | 4月16日      | 1時間    | 1時間SP さよならの花束を、君に。               |        |
| 8  | 4月23日      | 45分     | 45分SP 花束に託された、ふたりの約束            |        |
| 9  | 4月30日      | 45分     | 45分SP 花束を君に、風に揺れた。                |        |
| 10 | 5月7日       | 45分     | 45分SP オオカミちゃんの花言葉は                |        |
| 11 | 5月14日      | 1時間    | 1時間SP 涙のフラワーゲート【復活SP】           |        |
| 12 | 5月21日      | 1時間    | 1時間SP 花束はさよならを見ていた【未公開付き】 |        |
| -  | 5月21日      | 30分     | 第一夜：花束に誓ったふたりの約束               |        |
| -  |              |          | 第二夜                                         |        |
| -  |              |          | 第三夜                                         |        |

### オオカミちゃんには騙されない（シーズン14）
- 日本国内では2023年6月11日 - 8月20日[2][3]。毎週日曜、Netflixにて配信。
- 日本国外では2023年9月3日に一括配信[3]。

| #  | 配信日  | 長さ | タイトル                    |
| -- | ------- | ---- | --------------------------- |
| 1  | 6月11日 | 56分 | What is Love?               |
| 2  | 6月11日 | 37分 | オオカミちゃんはもう1人いる |
| 3  | 6月18日 | 35分 | 時がくれば 終わる恋なのに   |
| 4  | 6月25日 | 40分 | その恋に残された時間は…     |
| 5  | 7月2日  | 58分 | 好きな人に嘘をつけますか？  |
| 6  | 7月9日  | 39分 | 散りゆく桜に願ったのは…     |
| 7  | 7月16日 | 39分 | その手を繋いで願ったのは    |
| 8  | 7月23日 | 47分 | あなたに会えなくなるのなら  |
| 9  | 7月30日 | 34分 | もう戻れないあの日の笑顔    |
| 10 | 8月6日  | 35分 | Tell me your lies           |
| 11 | 8月13日 | 53分 | 最後の時間、最後の嘘        |
| 12 | 8月20日 | 56分 | Don't run out of love       |

## 音楽
| シーズン | オープニングテーマ                  | 主題歌                                                                         | 挿入歌 | エンディングテーマ                                                                                 |
| -------- | ----------------------------------- | ------------------------------------------------------------------------------ | --- | -------------------------------------------------------------------------------------------------- |
| 1        | Suffer City「Once I was a cat」     | コレサワ 「あたしを彼女にしたいなら」 ※シーズン4以降は最終話の挿入歌として使用 | | |
| 2        | Suffer City「Once I was a cat」     | コレサワ 「あたしを彼女にしたいなら」 ※シーズン4以降は最終話の挿入歌として使用 | | Dream Ami「君のとなり」                                                                            |
| 3        | Suffer City「Once I was a cat」     | コレサワ 「あたしを彼女にしたいなら」 ※シーズン4以降は最終話の挿入歌として使用 | | AAA「drama」                                                                                       |
| 4        | Suffer City「Once I was a cat」     | SEKAI NO OWARI 「YOKOHAMA blues」                                              | | - SEKAI NO OWARI「眠り姫」 ※第7話、最終話のみ - SEKAI NO OWARI「スターライトパレード」 ※第11話のみ |
| 5        | Suffer City「Once I was a cat」     | Aimer「コイワズライ」                                                          | さなり「Flow Love」 ※最終話のみ | - Aimer「六等星の夜」 ※第5話、第7話、最終話のみ - Aimer「蝶々結び」 ※第7話、最終話のみ             |
| 6        | Parellite「Nothing but Mine」       | サカナクション 「アルクアラウンド」                                            | BTS「Lights」 | サカナクション「グッドバイ」 ※第7話、最終話のみ                                                    |
| 7        | Parellite「Nothing but Mine」       | BTS「Let Go」                                                                  | KERENMI「ROOFTOPS feat. 藤原聡(Official髭男dism)」 | - BTS「Crystal Snow」 ※第8話のみ - サカナクション「アルクアラウンド」 ※第8話、第12話、最終話のみ   |
| 8        | Jaco Prince·Amy McKnight「Holiday」 | RADWIMPS「そっけない」                                                         | The Chainmokers feat. 新田真剣佑「Closer (Tokyo Remix)」 | RADWIMPS「告白」 ※第5話、第8話、最終話のみ                                                         |
| 9        | オリジナル「Who is the Wolf?」      | あいみょん「桜が降る夜は」                                                     | - BTS「Stay Gold」 - にしな「ダーリン」 | あいみょん「恋をしたから」 ※第8話、第11話、最終話のみ                                              |
| 10       | オリジナル「Who is the Wolf?」      | back number「黄色」                                                            | - Stray Kids「My Pace -Japanese ver.-」 - eill「花のように」 | back number「ハッピーエンド」 ※第9話、最終話のみ                                                   |
| 11       | Vaundy「霜焼」                      | Vaundy「恋風邪にのせて」                                                       | - BTS「Crystal Snow」 - 汐れいら「センチメンタル・キス (Acoustic ver.)」 | Vaundy「しわあわせ」 ※第7話、最終話のみ                                                            |
| 12       | オリジナル「Who is the Wolf?」      | Aimer「オアイコ」                                                              | - ENHYPEN「Tamed-Dashed [Japanese Ver.]」 - 麗奈「好いひと」 | Aimer「星屑ヴィーナス」 ※第8話、第11話、最終話のみ                                                 |
| 13       | オリジナル「Who is the Wolf?」      | Vaundy「そんなbitterな話」                                                     | - IVE「LOVE DIVE -Japanese ver.-」 - This is LAST「#情とは」 - 麗奈「うそつき」 ※第3話、第6話、第7話、第11話、最終話のみ                                                           | 麗奈「好いひと」 ※第11話のみ                                                                       |
| 14       |                                     | BTS「Lights」                                                                  | BTS「FAKE LOVE -Japanese ver.-」 | |
| 15       | コレサワ「SPARK!!」                 | Saucy Dog「馬鹿みたい。」                                                      | - BABYMONSTER「Stuck In The Middle (Remix)」 - BILLY BOO「レンズ」 ※第8話、最終話のみ - 汐れいら「糸しいひと」 ※第9話、第11話、最終話のみ - This is LAST「strawberry」 ※最終話のみ | 汐れいら「センチメンタル・キス (Acoustic ver.)」 *最終話のみ                                       |

## スタッフ
カッコ内の数字はシーズン。
- 総合演出：東考育（1）、鈴木隆司（5 - 13）
- ディレクター：鈴木隆司（1 - 4）、橋村知暁（1）、藤田慎一（2）、佐藤宗明（2）、宇都浩一郎（3）、池田一葵（4）、保坂秀司（4）、宮本剛（4 - 8，10 - 12）、大島明（6 - 9，11）、永田一行（6，10，13）、筏津英一（7 - 8，10 - 13）、伊藤綾乃（7 - 9，13）、梶田知実（11）、千々岩康廣（12 - 13）、伊藤敦基（12 - 13）、宮本愛里（12）、丸山耕弥（13）
- STディレクター：藤田慎一（3）
- 応援：竹村悠（1）
- キャスティング：藤村恵子（1 - 3）、長澤諒（8 - 9，11 - 13）、田上寛朗（8 - 9）、田中良征（8 - 9，11 - 13）、脇山悠（11 - 13）、宮澤麗早（11）
- プロデューサー：横山祐果（AbemaTV，1 - 9）古賀吉彦（AbemaTV，1 - 3，8）津田環（テレビマンユニオン，1）、東考育（テレビマンユニオン，2 - 13）竹村悠（テレビマンユニオン，2，3，5 - 9）神山健一郎（テレビマンユニオン，2 - 6）月岡愛里（AbemaTV，3，4）、杉山未帆（AbemaTV，4 - 8，10）、山西雄大（5）、伊藤彰汰（AbemaTV，5 - 8）、竹内庸祐（AbemaTV，6，7）、桑野俊一 (AbemaTV，7) 、浜崎元希 (AbemaTV，7 - 8)、加藤将（8，11 - 13）、倉島章二（AbemaTV，9 - 10）、若村菜摘（AbemaTV，9，11 - 12）、橋本達也（AbemaTV，9，11）、石井咲里（AbemaTV，11 - 13）、樫尾魁（AbemaTV，12 - 13）
- 制作プロデューサー：飯笹雅之（テレビマンユニオン，7 - 13）、三手かりん（テレビマンユニオン，7 - 13）
- 宣伝プロデューサー：野村智寿（6 - 13）
- 企画構成：アリエシュンスケ（1 - 13）※企画は(4)から担当
- オープニング映像プロデューサー：佐々木規紀（1 - 4）、横倉雄也（5 - 7）、谷崎慎太郎（8）、南広志（8）、松友武志（10 - 13）
- オープニング演出：中村太洸（1 - 7、9 - 13）、新宮良平（8）、黒岡萌奈（11 - 13）
- メインビジュアル撮影：LESLIE KEE（6 - 8）、MARCO（9）、野村智寿（10）、下村一喜（11）、伊藤元気（12）、オノツトム（13）
- 映像ディレクター：東市篤憲（8）
- 制作協力：テレビマンユニオン
- 制作著作：AbemaTV

## 関連作品

### 書籍
- 『幼馴染とオオカミくんには騙されない♥ 〜別フレバージョン〜』[30]

『別冊フレンド』（講談社）にて、2019年4月号から2020年4月号まで連載されたオリジナルストーリーの漫画作品。
著者は石沢うみ。講談社コミックス別冊フレンドより全3巻。
- 『オオカミくんには騙されない♥ 本気の恋と、切ない嘘』[34]

「角川つばさ文庫」2020年（令和2年）1月刊のオリジナルストーリーの小説作品。
著者は深海ゆずは、イラストは遠山えま。全1巻。